# Gare de Saint-Hilaire
Gare de Saint-Hilaire vasútállomás Franciaországban, Saint-Hilaire-sur-Helpe településen.

## Vasútvonalak
Az állomást az alábbi vasútvonalak érintik:
- Fives-Hirson-vasútvonal

## Kapcsolódó állomások
A vasútállomáshoz az alábbi állomások vannak a legközelebb:
- Gare de Dompierre
- Gare d’Avesnes